# Jay McCarthy
Jay McCarthy (Maryborough, 8 settembre 1992) è un ex ciclista su strada australiano, professionista dal 2013 al 2020. Velocista, nel 2014 ha ottenuto il terzo posto in una tappa del Giro d'Italia, mentre nel 2018 ha vinto la Cadel Evans Great Ocean Road Race e una tappa al Giro dei Paesi Baschi.

## Palmarès
- 2010 (Juniores)

Campionati australiani, Prova in linea Juniores
1ª tappa Tre Giorni Orobica (Terno d'Isola > Colle Gallo)
Classifica generale Tre Giorni Orobica
- 2011 (Jayco-AIS)

1ª tappa Internationale Thüringen Rundfahrt (Erfurt > Erfurt)
- 2012 (Jayco-AIS)

2ª tappa New Zealand Cycle Classic (Palmerston North > Palmerston North)
Classifica generale New Zealand Cycle Classic
Trofeo Banca Popolare di Vicenza
4ª tappa Toscana-Terra di ciclismo (Terranuova Bracciolini > Cortona)
6ª tappa Tour de Bretagne (Douarnenez > Lannion)
Prologo Tour de l'Avenir (Dole > Dole, cronometro)
9ª tappa Tour of Tasmania
- 2016 (Tinkoff, una vittoria)

2ª tappa Tour Down Under (Unley > Stirling)
- 2018 (Bora-Hansgrohe, due vittorie)

Cadel Evans Great Ocean Road Race
3ª tappa Giro dei Paesi Baschi (Bermeo > Valdegovía)

### Altri successi
- 2011 (Jayco-AIS)

2ª tappa Internationale Thüringen Rundfahrt (Streufdorf > Streufdorf, cronosquadre)
- 2012 (Jayco-AIS)

Classifica giovani New Zealand Cycle Classic
Classifica a punti Toscana-Terra di ciclismo
Classifica giovani Toscana-Terra di ciclismo
- 2016 (Tinkoff)

Classifica giovani Tour Down Under

## Piazzamenti

### Grandi Giri
- Giro d'Italia

2014: 91º
2016: 88º
2019: 62º
- Tour de France

2017: 94º
- Vuelta a España

2015: 66º
2018: 91º
2020: ritirato (7ª tappa)

### Classiche monumento
- Liegi-Bastogne-Liegi

2017: 33º
2018: 43º
2019: 14º
2020: ritirato

### Competizioni mondiali
- Campionati del mondo

Mosca 2009 - In linea Juniores: 7º
Offida 2010 - In linea Juniores: 2º
Offida 2010 - Cronometro Juniores: 5º
Copenaghen 2011 - In linea Under-23: 104º
Limburgo 2012 - In linea Under-23: 19º
Richmond 2015 - In linea Elite: ritirato
Bergen 2017 - In linea Elite: ritirato